# Westerberg (Rheinhessen)

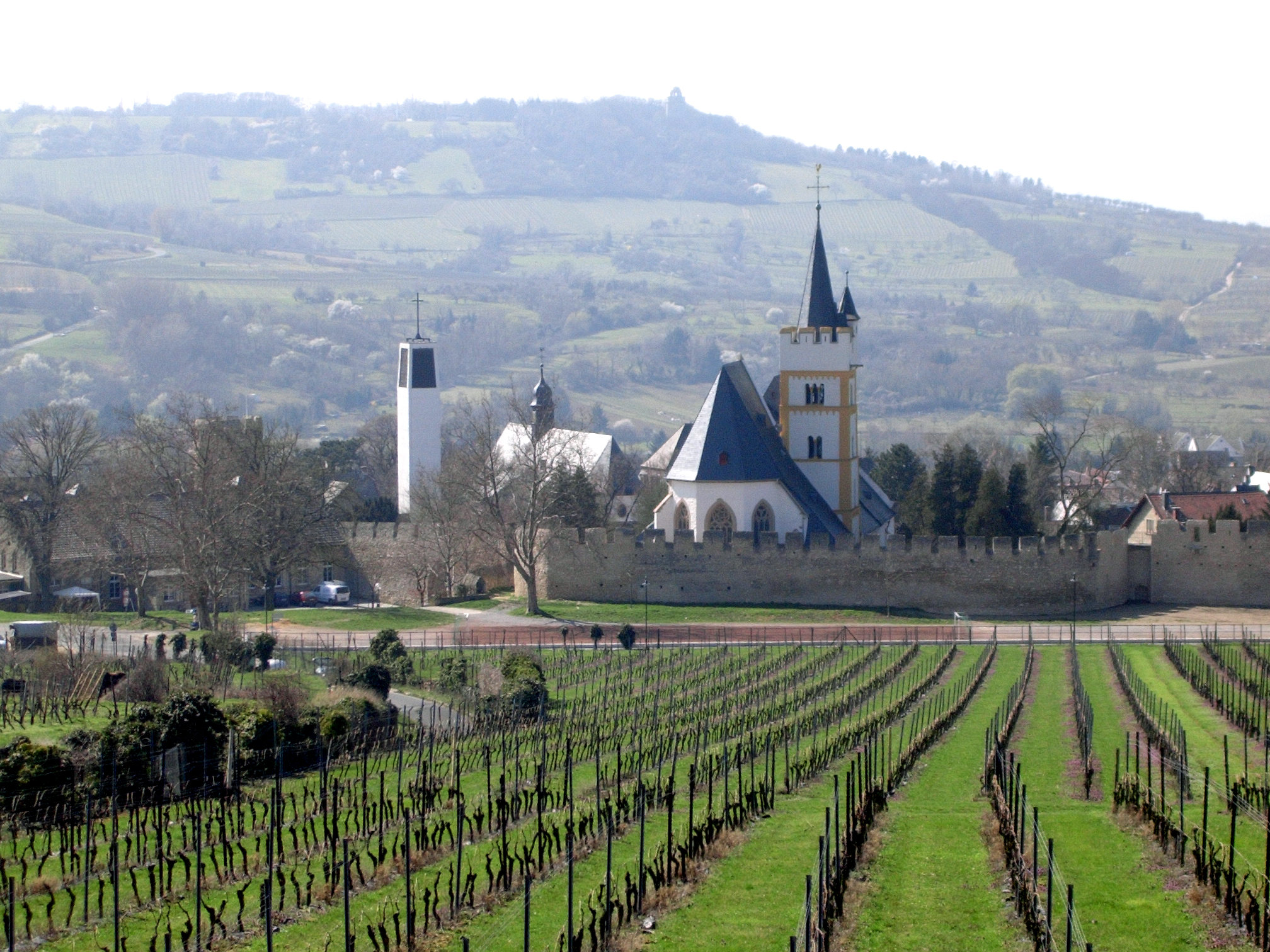
Blick vom Nordteil des Mainzer Berges nach Ober-Ingelheim mit Burgkirche und St. Michael sowie zum Nordende des Westerberges mit dortigem Bismarckturm

Der Westerberg ist mit 247,5 m ü. NHN nach dem Mainzer Berg (249,1 m) die zweithöchste Erhebung im Stadtgebiet von Ingelheim am Rhein im rheinland-pfälzischen Landkreis Mainz-Bingen.

## Geographie

### Lage
Der Westerberg liegt im Norden des Rheinhessischen Hügellandes südwestlich von Ingelheim am Rhein. Er scheidet die Gemarkungen von Ingelheim im Tal der Selz im Osten und Gau-Algesheim im Tal des Welzbachs im Westen. Der Hauptteil der Erhebung befindet sich auf Ingelheimer Gemarkung. Die Verbandsgemeinde Gau-Algesheim hat mit den Orten Gau-Algesheim, Appenheim, Nieder-Hilbersheim, Bubenheim und Schwabenheim an der Selz Anteil daran.

### Naturräumliche Zuordnung
Der Westerberg gehört in der naturräumlichen Haupteinheitengruppe Nördliches Oberrheintiefland (Nr. 22), in der Haupteinheit Rheinhessisches Tafel- und Hügelland (227) und in der Untereinheit Nördliches Tafelland (227.1) zum Naturraum Rheinhessische Randstufe (227.10). Seine Ostflanke fällt in der Untereinheit Selztal (227.2) in den Naturraum Unteres Selztal  (227.20) ab.

## Geologie
Geologisch ist der Westerberg ein Ausläufer der rheinhessischen Hochfläche zwischen Alzey und Ingelheim. Die Hänge des Berges sind von den für Rheinhessen typischen Weinbergen geprägt, deren prominenteste Lagen der Appenheimer Hundertgulden und die Lage Schloss Westerhaus sind. Der Boden enthält Bohnerze, die in der zweiten Hälfte des 19. Jahrhunderts sogar abgebaut wurden.

## Sehenswürdigkeiten
- Bismarckturm (ca. 212 m Höhe) mit Aussicht über das Rheinknie
- Richardshöhe, markanter Aussichtspunkt am Westhang des Bergs mit kleiner Schutzhütte, im Volksmund "GAGA" (Gebrüder Avenarius Gau-Algesheim) genannt, und einem Panoramabild (200 × 20 cm) mit Blick auf Rhein und Nahe
- Schloss Westerhaus, Gestüt und größtes Hofgut in Rheinhessen